# LG연암학원
학교법인 LG연암학원은 대한민국 LG그룹의 학교법인이다.

## 연혁
- 1973년 6월 학교법인 '연암학원' 설립
- 1973년 6월 구자경 초대 이사장 취임
- 1974년 3월 '연암축산고등기술학교' 개교
- 1977년 3월 '연암축산고등기술학교' -> '연암축산전문학교'로 승격
- 1979년 3월 '연암축산전문학교' -> '연암축산전문대학으로' 교명 변경
- 1982년 10월 '연암축산전문대학' -> '연암축산원예전문대학'으로 교명 변경
- 1984년 3월 '연암공업전문대학' 개교
- 1995년 3월 학교법인 '연암학원' -> 'LG연암학원'으로 법인명 변경
- 1998년 5월 '연암공업전문대학' -> '연암공업대학'으로 교명 변경
- 1998년 5월 '연암축산원예전문대학' -> '연암축산원예대학'으로 교명 변경
- 2003년 10월 '연암축산원예대학' -> '천안연암대학'으로 교명 변경
- 2011년 4월 연암공업대학 WCC(World Class College) 선정
- 2013년 10월 천안연암대학 WCC(World Class College) 선정
- 2016년 3월 '연암공업대학' -> '연암공과대학교'로 교명 변경
- 2016년 3월 '천안연암대학' -> '연암대학교'로 교명 변경
- 2016년 4월 구본무 제2대 이사장 취임
- 2018년 7월 이문호 제3대 이사장 취임
- 2022년 4월 강유식 제4대 이사장 취임

## 계열 학교
- 연암대학교 (충청남도 천안시)
- 연암공과대학교 (경상남도 진주시)

## 같이 보기
- LG연암문화재단
- LG (기업)
- LG그룹